# Янский залив

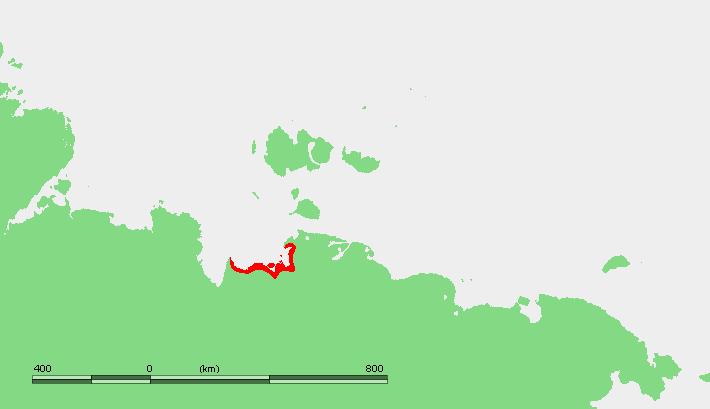
Местоположение залива

Я́нский зали́в — залив моря Лаптевых на территории Республики Якутия, Россия. Назван по имени впадающей реки Яны. Расположен между мысом Буор-Хая на западе и Эбеляхской губой на востоке.
Река Яна в устье образует большую дельту (10 200 км²), которая занимает большую часть побережья залива. Ледостав в заливе образуется примерно на 9 месяцев в год.
Западный берег залива возвышен, южный и восточный низменны и отмелы. Залив переполнен плавучим льдом, который расходится не ранее конца июня.
В заливе находится несколько островов, крупнейший из которых остров Ярок. Также в заливе находятся остров Макар и Шелонские острова. Восточнее островов лежит глубокий залив Селляхская губа. Кроме реки Яна (западная часть) в залив впадают малые реки Ченедан (восточная часть) и, между ними, река Томский-Юряге, протекающая по озёрной и заболоченной прибрежной местности.
В 1976 году, во время шторма, в Янском заливе затонуло два танкера и сухогрузный теплоход — флот Ленского пароходства. Погибло шесть человек (по данным сайта речного флота).

## История
В 1712 году Яков Пермяков и его компаньон Меркурий Вагин, первыми из русских исследователей, пересекли Янский залив на собачей упряжке по льду от устья реки Яны до острова Большой Ляховский, для того чтобы изучить этот остров. Пермяков и Вагин погибли на обратном пути.
В 1892—1894 годах барон Эдуард Васильевич Толль в сопровождении руководителя экспедиции Александра Бунге, провели геологоразведочные работы в районе залива от имени Российской императорской Академии наук.

## Населённые пункты
у Янского залива находилась бывшая рыбацкая деревня Куогастах.